# Atlantis Football Club
L'Atlantis Football Club, meglio noto come Atlantis, è una società calcistica finlandese con sede nella città di Helsinki. Nel 2012 ha vinto la coppa nazionale. Nella stagione 2024 gioca nella Ykkönen, terza serie del campionato finlandese di calcio.

## Storia
L'Atlantis fu fondato nel 1995 dalla fusione del Johanneksen Dynamo (club nato nel 1980) e del FC Norssi (nato nel 1985). Assunse tale denominazione su suggerimento di Gösta Sundqvist, cantante dei Leevi and the Leavings.
Nel 1996 l'Atlantis partecipò alla Kakkonen, terza serie del campionato finlandese di calcio, e l'anno seguente vinse il suo girone e venne promosso in Ykkönen. Nel 1999, dopo aver chiuso prima il suo girone al secondo posto e poi il girone promozione sempre al secondo posto, disputò la finale dello spareggio per la promozione in Veikkausliiga, ma venne sconfitto prima dal Tampere United e poi dal VPS. Nel 2000 giunse nuovamente allo spareggio promozione, vinse contro il TPS e venne promosso in Veikkausliiga per la prima volta. Nel 2001, da neopromosso, l'Atlantis concluse il campionato al settimo posto finale e si aggiudicò la Coppa di Finlandia, battendo in finale per 1-0 il Tampere United.
L'anno seguente, il 2002, venne meno lo sponsor principale, il club andò in bancarotta, e trasferì la licenza per la partecipazione alla Veikkausliiga all'AC Allianssi. La società continuò le attività con la squadra giovanile, che, con il nome di Atlantis Akatemia venne ammessa in Kakkonen. Nel 2004 riassunse la denominazione Atlantis Football Club, e al termine dello stesso anno venne promossa in Ykkönen. L'Atlantis disputò cinque stagioni consecutive in Ykkönen e nel 2009 retrocesse in Kakkonen.

## Palmarès

### Competizioni nazionali
- Coppa di Finlandia: 1 :

2001
- Kakkonen: 2

1997, 2004

### Altri piazzamenti
- Ykkönen:

Secondo posto: 1999
Terzo posto: 2006
- Kakkonen:

Terzo posto: 1996, 2020 (girone B)